# Geotrupes kashmirensis
Geotrupes kashmirensis là một loài bọ cánh cứng trong họ Geotrupidae. Loài này được Sharp miêu tả khoa học năm 1878.